# 西前田站
西前田站（日语：／ Nishi-Maeda eki */?）是位於香川縣高松市、隷屬於高松琴平電氣鐵道（琴電）長尾線的車站。車站編號為N08，現時為無人車站。
車站雖稱為「西前田」，位置卻是坐落在「前田東町」的邊沿，從向水田方向的月台末端離站後，橫過馬路後即為「前田西町」，而長尾線內亦曾存在過東前田站，但已廢站。

## 車站構造
現時車站採用簡易車站模式，沒有站房，只在月台上的候車亭上兼作站務事宜。兩端均可進出車站，其中靠向高田方向為無障礙斜道；靠向水田方為樓梯。

### 月台
設有側式月台一座，長度約為50米。所有月台設施皆集中於中央約10米長的有蓋候車亭內，亭內放置了1組對應上、下車的IC卡感應器，簡易式自動售票機、自動販賣機及候車長櫈。列車停靠時，往高松築港方向為右側上落；往長尾方向為左側上落。
| 路線     | 方向 | 目的地         | 備註 |
| -------- | ---- | -------------- | ---- |
| ■ 長尾線 | 上行 | 高松築港方向   |      |
| ■ 長尾線 | 下行 | 平木、長尾方向 |      |

## 歷史
- 1912年4月30日：開業。當時車站位於靠近瓦町一方，於吉田川東詰附近。
- 1963年6月21日：車站遷移至現地[1]。

## 使用狀況
根據國土交通省的數據，雖然近年使用人數有輕微上升，但本站每人的使用人次是全琴電中排行倒數第4、長尾線內倒數第2，比井戶站稍多。由於車站附近主要為農地，民居不多且較為分散，是使用量偏低的原因。
| 1日上落人數推斷 | 1日上落人數推斷 |
| 年度            | 1日平均人數     |
| --------------- | --------------- |
| 2011            | 97              |
| 2012            | 118             |
| 2013            | 122             |
| 2014            | 125             |
| 2015            | 126             |
| 2016            | 131             |
| 2017            | 137             |
| 2018            | 135             |
| 2019            | 131             |
| 2020            | 93              |
| 2021            | 93              |
| 2022            | 120             |

## 相鄰車站
高松琴平電氣鐵道
■長尾線
水田（N07）－西前田（N08）－高田（N09）

## 外部連結
- 高松琴平電鐵西前田站資訊 （页面存档备份，存于）（日語）